# Tshering Tobgay
Lyonpo Tshering Tobgay (Haa, 19 settembre 1965) è un politico bhutanese, Primo ministro del Bhutan dal luglio 2013 all'agosto 2018, e dal gennaio 2024.

## Biografia
Nel 1990 ha ricevuto un baccalaureato in ingegneria meccanica presso la Swanson School of Engineering dell'Università di Pittsburgh e successivamente, nel 2004, ha conseguito un master in amministrazione pubblica presso l'Università di Harvard nel 2004. Ha conseguito il diploma di scuola secondaria in India alla Dr. Graham's Homes di Kalimpong.
È stato un membro fondatore del Partito Democratico Popolare (Dzongkha: མི་སེར་དམངས་གཙོའི་ཚོགས་པ་), di cui è diventato presidente.
Dal marzo 2008 all'aprile 2013 è stato il capo dell'opposizione all'Assemblea Nazionale del Bhutan. Dopo la vittoria alle elezioni del 2013 ha ricevuto l'incarico di Primo ministro dal re Jigme Khesar Namgyel Wangchuck; il 28 gennaio 2024 ha iniziato un secondo mandato da Primo ministro dopo aver vinto le elezioni del 2024.